# P40 (戦車)
P40（Carro Armato P40）またはP26/40（Carro Armato P26/40）は、第二次世界大戦中にイタリア王国で設計・開発された重戦車である。公式呼称「カルロ・アルマート P40」は、カルロ・アルマートは「装甲車輌＝戦車」、Pは「Pesante（ペサンテ、「重」の意）」、26は車重が26 t、40は1940年制式であることを示す。
設計は1940年に開始されたものの、イタリアが連合国との休戦に調印する時期までに、ごく少数の車輌しか生産されなかった。またその後、生産された少数の車輌はドイツ陸軍によって使用された。

## 経歴
1940年6月にイタリアは第二次世界大戦に参戦したものの、当時、イタリア陸軍は3個機甲師団（戦車師団）を有する他に、装甲車を装備する「快速師団」や「騎兵連隊」と呼ばれる部隊も複数有していたが、そのほとんどは、二人乗りで重量わずか3t強のL3快速戦車、いわゆる「豆戦車」が戦車総数の75％を占めていた。
より強力なM11/39中戦車の配備も始まっていたものの、列強の戦車と比べると性能的に劣っていた。続いて開発された本格的戦車であるM13/40中戦車も、生産が始まらない有様であったことから、列強に比肩するような重戦車は影も形も無かった。
そこでムッソリーニは、開戦直前、列強に引けを取らない重戦車を開発するよう軍に命令、イタリア陸軍戦車研究所も重戦車の試作を開始した。
当初は、47mm砲を装備して、20 tから25 t程度の大きさで、6名から8名の搭乗員が乗り込み、速度32 km/h、3 mの塹壕を超えられる、などの性能を持つ、多砲塔戦車の設計案を作成したものの、これは時代遅れなプランとして却下された。
そこでイタリア陸軍戦車研究所は、M13/40中戦車をそのままスケールアップしたデザイン案を再提案、翌年には原寸大の木製モックアップを製作、試作車の製造が始まった。
1940年に設計開始されたものの、最初の試作車は1942年まで完成しなかった。当初の計画では、重量25t級の戦車を構想し、75mm砲を装備するもので、P26という名前を付した。開発作業は機関のみを除いて素早く進んだ。開発メーカーであるフィアット・アンサルド社はガソリンエンジンの搭載を支持し、一方でイタリア軍参謀本部（Stato Maggiore）はディーゼルエンジンを希望した。
しかしこの時期のイタリアでは、未だ必要とされた300馬力を発揮し得るディーゼルエンジンを開発することができず、新型ディーゼルエンジンの開発には非常に時間がかかるので、暫定的に試作型ではフィアットSPA（形式不明）液冷V型8気筒420馬力のガソリンエンジンが搭載され、最終的にドイツ軍による生産型では新開発のフィアットSPA 342型 液冷V型12気筒330馬力のディーゼルエンジンが搭載された。
※参考用の比較対象として、M4A3 シャーマン中戦車の搭載エンジンが、液冷V型8気筒ガソリンエンジン 400馬力なので、暫定エンジンのスペックは妥当だと考えられる。
主兵装は試作1号車ではM35 75/18 砲（山砲ベース）、試作2～4号車ではM37 75/32 砲（カノン砲ベース）であった。P40は、4名乗りで、車長が砲手を兼ねていた。
P40の設計は、試作3号車までは、より大口径の砲とより増加した装甲厚をのぞいて、M13/40の拡大版であったが、東部戦線においてソ連赤軍のT-34が出現した後、P40の装甲は速やかに再設計され、試作4号車からは、より傾斜角の大きな装甲配置（避弾経始）が採用された。さらに砲が強化され、75/34 砲（75/32 砲の2口径延長型。75/32 砲の弾薬を使用可能）が新開発され、量産車から採用された。75/34という名称は、75 mmの砲口直径、および砲身長34口径であることを意味する。この砲は約700 m/sの砲口初速を発揮した。ただし、当時整備された他の戦車砲の多くと同様、ドイツ軍の整備した長砲身75mm砲（48口径と70口径）よりは劣っていた。砲塔前面にはブレダ8 mm単装同軸機銃が装備されていた。砲塔上面の対空機銃架にブレダ8 mm単装機銃を増設することが可能。試作3号車までは車体前面右側に、連装でブレダM38車載機関銃が装備されていたが、試作4号車以降は車体形状の変更に伴い、無くなっている。
装甲は従来の「M」シリーズより厚くなったが、同時期の他国の戦車が溶接構造を採用していたのに対し、未だ鋲接構造であった。また傾斜角も避弾経始をさほど追及したものではなく、T-34の車体前面装甲が45 mm厚で垂直に対し60度であったのに対し、50 mm厚で垂直に対し45度であった。
砲塔は2名で操作され、これはT-34/76と同様であった。
機械的な構成は「M」シリーズの流れを汲んでおり、サスペンションもまた同様であった。走行時の衝撃を受け止める板バネ式の緩衝装置は良好な信頼性を持っていたが、旧来のこの機構は他の懸架方式、例えばT-34のクリスティー式サスペンション、と比較して発揮できる最高速度が低かった。
設計上の1つの変更点は、大幅に減らされた機関銃の装備数と、少なめに設定された銃砲弾の搭載量である。銃弾は通常約600発を搭載した。「M」シリーズや他の第二次世界大戦の戦車の多くは約3,000発程搭載していた。主砲弾は通常約65発を搭載した。T-34とM4中戦車は約90発程搭載していた。P40の主任務は歩兵支援から対戦車戦闘に移行しており、車体の形状と内積はその目的に即して設計され、搭載量を制約した。
P40の設計はかなり斬新なものであった。しかし本車は現代的な装備のいくつかを欠いていた。例えば、溶接構造、新型のサスペンション、車長用のキューポラである。本車の装甲はイタリア軍の標準的な仕様によって防御力を定められたものであった。これは乗員と内部構造を、イギリス軍の装備するQF 2ポンド砲（口径40 mm）のような初期の対戦車砲から防護し得たが、1943年に登場した対戦車用兵器、例えば、通常射程で100mm以上の装甲を貫通したイギリス軍のQF 6ポンド砲（口径57 mm）、またはQF 17ポンド砲（口径76.2 mm）、には対抗できなかった。
これらの欠点にもかかわらず、イタリアが戦争中に実戦化したものとしては、P40は連合国およびドイツ軍の中戦車に相当する唯一のイタリア軍の戦車であった。25 tから30 tの車重を持つこの戦車は、出現の2、3年前においては「重戦車」の範疇に分類された。フィアット M13/40 のような戦車設計は10tから15tの車重を持ち、「中戦車」と考えられた。P40は重戦車と呼称されたが、国際標準においてこれは中戦車であった。P40は、カーデン・ロイド豆戦車に端を発するCV29やL3/35のようなタンケッテにはじまり、それからこれら従来のタンケッテが持つ、多くの特徴を共有しつつも、より大型化されたM11/39中戦車のようなモデルへと進化を遂げて行った、イタリアの戦車設計の最終地点であった。
連合国軍による、エンジン工場を含むイタリア産業への爆撃は、イタリアの戦車生産をほぼ停止させた。イタリアはドイツに戦車用エンジンの売却を要請し、1943年初頭、IV号戦車のライセンス生産用とP40用に、マイバッハ HL-120 TRM 液冷V型12気筒ガソリンエンジン 296馬力 （イタリアでの名称：フィアットSPA 343型）のライセンスがイタリアに供与された。また、フィアットSPAは、マイバッハ HL-230 P30 液冷V型12気筒ガソリンエンジン 700馬力（イタリアでの名称：フィアットSPA 344型）を無断コピーした。 
1,200輌のP40が発注されたが（イタリア軍内には、国産戦車派とドイツ戦車のライセンス生産派がおり、イタリア軍最高司令部は、P40の代わりにドイツのIV号戦車のライセンス生産を望んでいたため、P40の実際の発注が遅れたようである）、うちごく少数、資料によっては1輌から5輌とされる試作車輛が1943年9月のイタリア休戦前に完成した。休戦の後、その場でこれらの車輛はドイツ国防軍に接収された。約100輌のP40が戦争終結までアンサルド社によって生産されたものの、40輌がエンジンの不足のため、完成に至らなかった。60両が「PanzerKampfwagen P40 737(i)」の呼称でドイツ軍に徴用され、アンツィオで戦闘に投入された。またエンジンのない車体40輌が、固定砲台としてトーチカなどに使用された。
2輌のP40が現存しており、1輌はローマのモトリッツァツィオーネ博物館に非稼働状態で所蔵され、もう1輌はレッチェのイタリア陸軍兵舎の近くに稼働可能な状態で展示されている。

## 派生型
P40には少なくとも2種類の派生型が計画された。1つは、出力420馬力のガソリンエンジンを装備した、"P43"と呼称されたもので、車重が30tを越えるものである。本車は80mmの正面装甲を持ち、主兵装には長砲身75mm砲か、または、同時期に開発されたセモヴェンテ da 90/53 の搭載する90mm砲を採用した。しかしながら、この派生型は木製のスケールモデルが2台作られるにとどまった。構想では、推定出力480馬力のガソリンエンジンを装備した、"P43 bis"と呼称される、さらにアップグレードの図られた派生形も存在した。
もう1つの構想はセモヴェンテ da 149/40であり、これはP40の足回りを設計の基礎とした。これら構想された車両のうち、1輌のみが生産された。本車は高い機動力を持つ自走砲であることを目標とし、その主兵装はイタリア軍において最も強力だった。149mm/40口径砲は、23 km以上の射程を持ち、これはアメリカ軍の装備するM59 155mmカノン砲とほぼ同等である。この砲は極少数が生産されたに留まり、戦争中のイタリア軍砲兵隊は主として旧式な砲を装備したままであった。本砲はその自重のために、移動するには非常にかさばるものであった。そこで、自走式の砲を製造することが決定された。それには全イタリア軍用車輛の中で、最も強力な車体を利用する必要があった。車体のほぼ全ての空間が砲を搭載するために占有され、弾薬と搭乗員は別の車輛で移動することを余儀なくされた。従来、牽引式では戦闘状態へ展開するために17分が必要であったのと比較し、自走砲形式では停車から3分で砲撃準備が整えられた。
セモヴェンテ da 149/40の研究は1942年に開始され、試作車輛が1943年に試験されたが、イタリア軍にとり本車はさしたる感銘を与えなかった。休戦の後、車両はドイツ軍が接収した。本車は彼らにも興味を示されなかった。最終的に、アメリカ軍はドイツ軍の侵攻中に本車を捕獲し、試験のためにアバディーン性能試験場へ輸送した。本車の緩衝装置を除いた全体的な設計思想は、アメリカ軍のM107自走砲に類似している。

## イタリアのパンター戦車生産計画
イタリアは、1941年8月5日にはIII号戦車の生産許可（ライセンス）を、1942年にはIV号戦車の生産許可を、ドイツから正式に得ていた（ただし実際の生産には至っていない）。
1942年12月6日、ドイツ人のアンツト・リッター・フォン・ホーツティヒ（Ernst Ritter Von Horstig、1893-1969）少将は、イタリア人のウーゴ・カヴァッレーロ（Ugo Cavallero、1880-1943）将軍に連絡を取った。アンツト（日本の慣用表記ではエルンスト）は、ローマのドイツ大使館のドイツ経済局長、そしてイタリア陸軍事務所の長で、ウーゴはイタリアの国防スタッフの長であった。
アンツトはウーゴに、イタリアでのパンター中戦車の生産の可能性について提案した。ウーゴは、自国のP40重戦車をドイツのパンター中戦車と同等の性能であると考えて（錯誤して）いたので、その時は、この提案を断った。
ウーゴはP40が既に生産中であると信じていたが、後でピエトロ・アーゴ（Pietro Ago、1872-1966）将軍から、「P40が実際には全く生産されていない」ことを知らされ、その現実に直面したウーゴは、アンツトの提案の拒否を撤回し、イタリアでのパンターの生産に同意した。
1943年1月、ドイツのアドルフ・ヒトラー総統は、イタリアでのパンターの生産について、それまでのIII号戦車やIV号戦車の場合と異なり、ライセンス料無しで行うように命じた。MAN社も4両のパンターをイタリアに送る予定であった。
1943年2月13日から24日にかけて、パンターの生産契約についての交渉が行われた。
1943年2月16日には、ヒトラーは、「イタリアがパンター1（パンターD型）とパンター2（1943年4月にパンターIIに呼称変更）のどちらを製造すべきか」という主題に関する指令を出した。しかし、イタリアはパンター2には興味を示さなかった。
イタリアは、生産開始から18か月間は、月50両のパンターを生産し、その半分の25両を、おそらくライセンス料代わりに、ドイツに提供し、残りの25両はイタリアが使用するという、暫定的かつ楽観的な計画が立てられた。計算上では、生産開始から18か月後には、イタリア軍は450両のパンターを保有するはずであった。
ドイツは、イタリアが図面を受け取ってから、1年以内にパンターの生産を開始することを期待していた。
よって、1944年3月までにはイタリアでパンターが生産に入ることが期待されたが、しかし、1945年より前に、イタリアがゼロからパンターを生産することは、明らかに不可能であった。
もしも、生産開始が予定より遅れるようであれば、ドイツが直接、銃砲や装甲板やエンジンや光学機器や無線機などの、主要部品を、もしくはパンターの仕掛品を、イタリアに供給し、ノックダウン生産が行われる可能性もあった。
1943年9月8日、イタリア王国は連合国に降伏し、イタリア北部の重工業地帯はドイツ軍の支配下となった。この時には、最早、イタリア軍のためにパンターをライセンス生産する話は、吹き飛んでいた。

## 登場作品

### ゲーム
『R.U.S.E.』
イタリアの重戦車として登場。
『War Thunder』
アップデート1.73「VIVE LA FRANCE!」でイタリア陸軍ツリーランクⅡ中戦車P40に通常ツリー、プレミアム車両として登場。
『World of Tanks』
P26/40、P.43、P.43 bis、P.43 terの4種（全て中戦車扱い）がイタリア軍技術ツリーに登場。
『コンバットチョロQアドバンス大作戦』
プレイヤーキャラの1体として登場。
『トータル・タンク・シミュレーター』
イタリアの重戦車P26/40として登場。また改自走砲としてセモヴェンテ da 149/40も使用可能。

### アニメ
『ガールズ&パンツァー』
TVアニメ第7話とOVA「これが本当のアンツィオ戦です！」で登場。アンツィオ高校が使用する。
『ガールズ&パンツァー 劇場版』
上記TVアニメの続編映画。引き続きアンツィオ高校が使用する。
『ガールズ&パンツァー 最終章』
上記TVアニメ及び映画の続編OVA。引き続きアンツィオ高校が使用する。